# Charonias eurytele
Charonias eurytele är en fjärilsart som först beskrevs av William Chapman Hewitson 1853.  Charonias eurytele ingår i släktet Charonias och familjen vitfjärilar. Inga underarter finns listade i Catalogue of Life.

## Bildgalleri

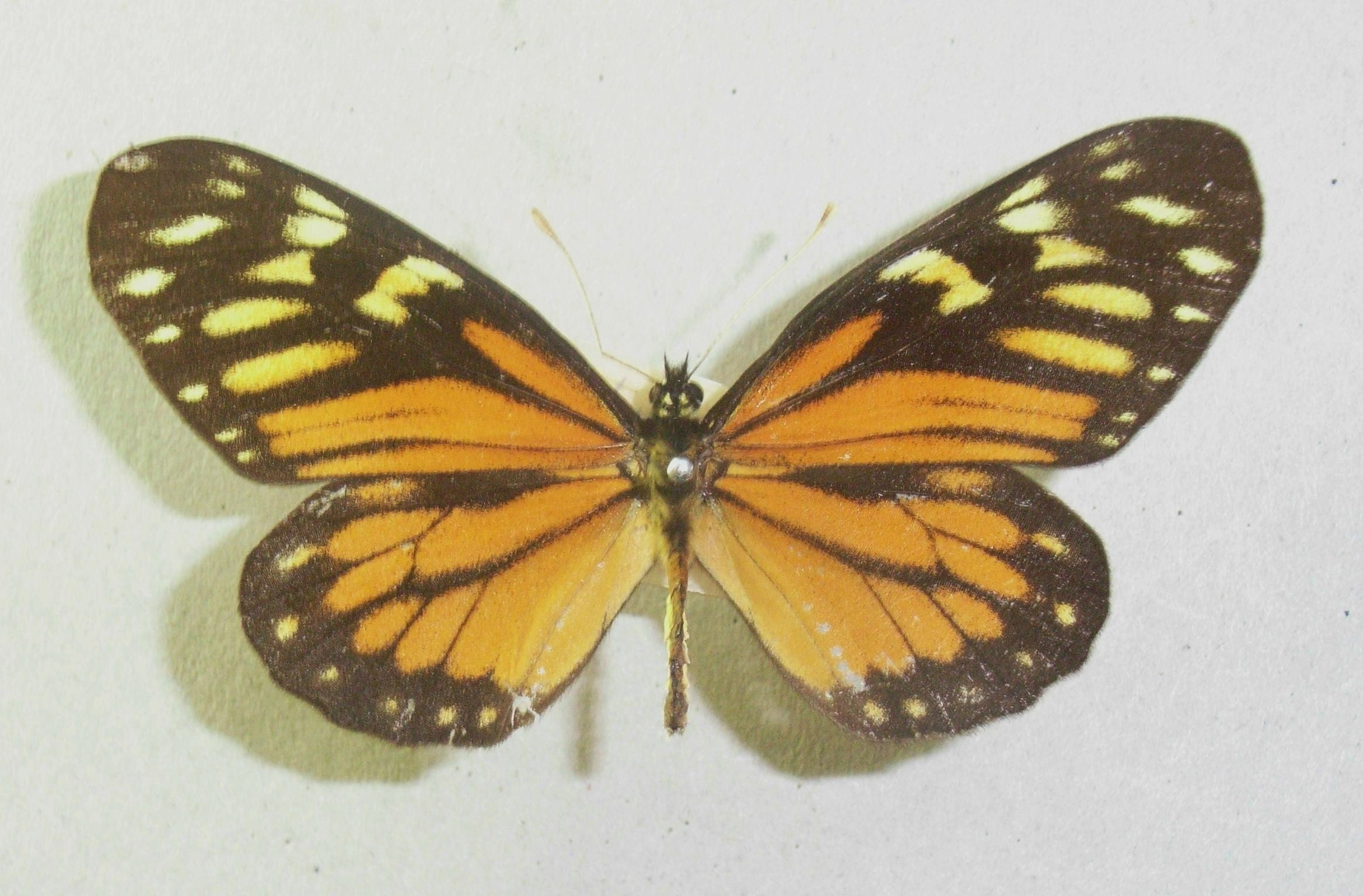
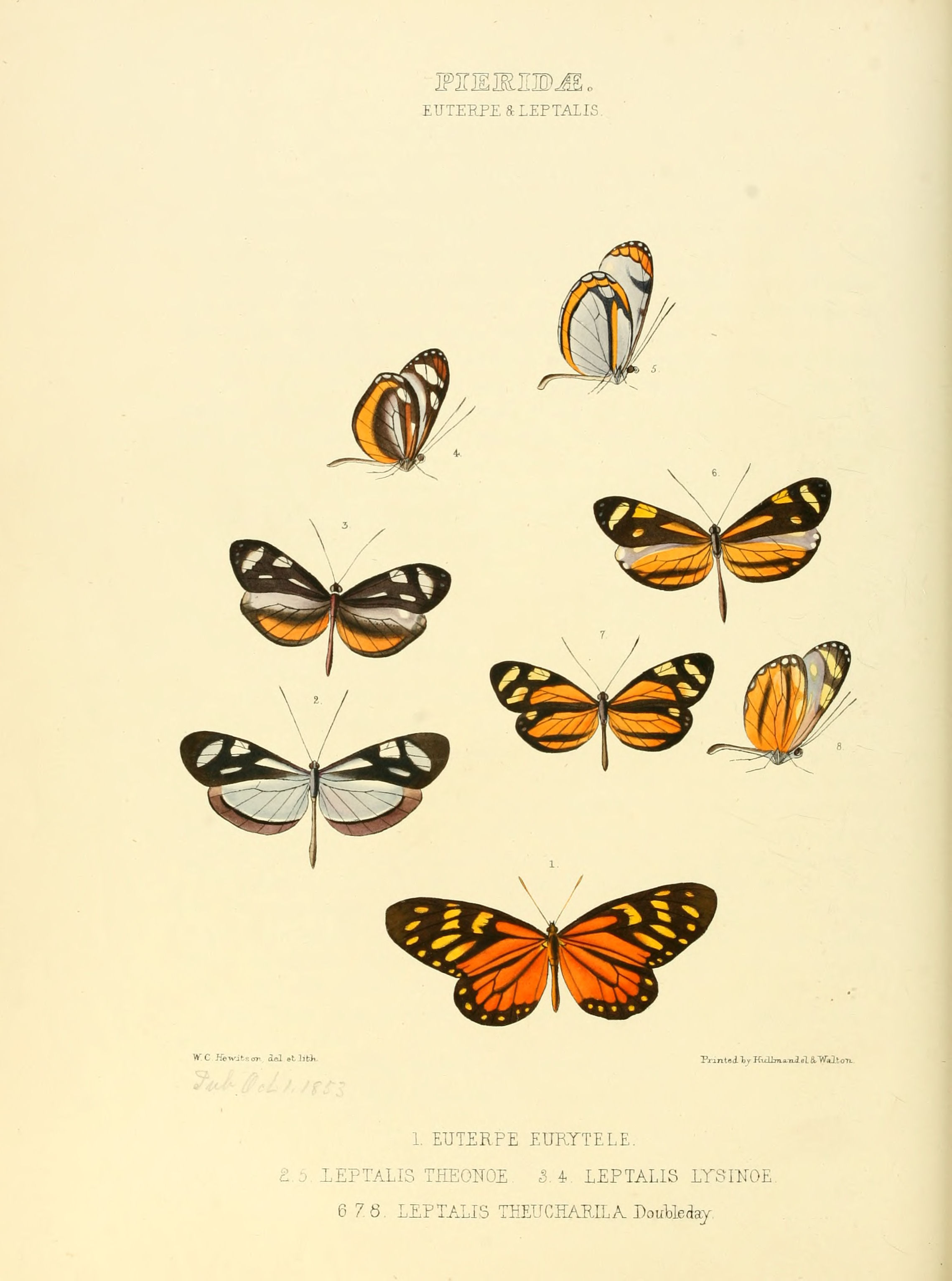